# Площадь Независимости (Ашхабад)
Площадь Независимости  (туркм. Garaşsyzlyk meýdany) — центральная площадь столицы Туркменистана Ашхабада, на которой до 2021 года проводились праздничные мероприятия и военные парады в дни торжественных событий и государственных праздников. На Площади Независимости проводятся церемонии официальных встреч глав иностранных государств и правительств.
За площадью закреплён номер 2000.

## История
В 2004 году туркменский лидер Сапармурат Ниязов распорядился построить на площади оригинальный фонтан. Фонтан построен в форме звезды.
К июню 2009 года площадь была отремонтирована: в течение шести месяцев были отстроены новые фонтаны, оригинальные светильники и скамейки. В октябре 2014 года президент Гурбангулы Бердымухамедов ознакомился с ходом благоустройства площади, совершив велосипедную прогулку по центральной части площади.
16 сентября 2021 года на юге Ашхабада открыли новую трибуну, где будет проходить парад в День независимости Туркменистана. В этот же день был опубликован проект Центра приёма предпринимателей президентского дворцового комплекса «Огузхан», новое сооружение должно быть построено на месте старой трибуны на площади Независимости.

## События

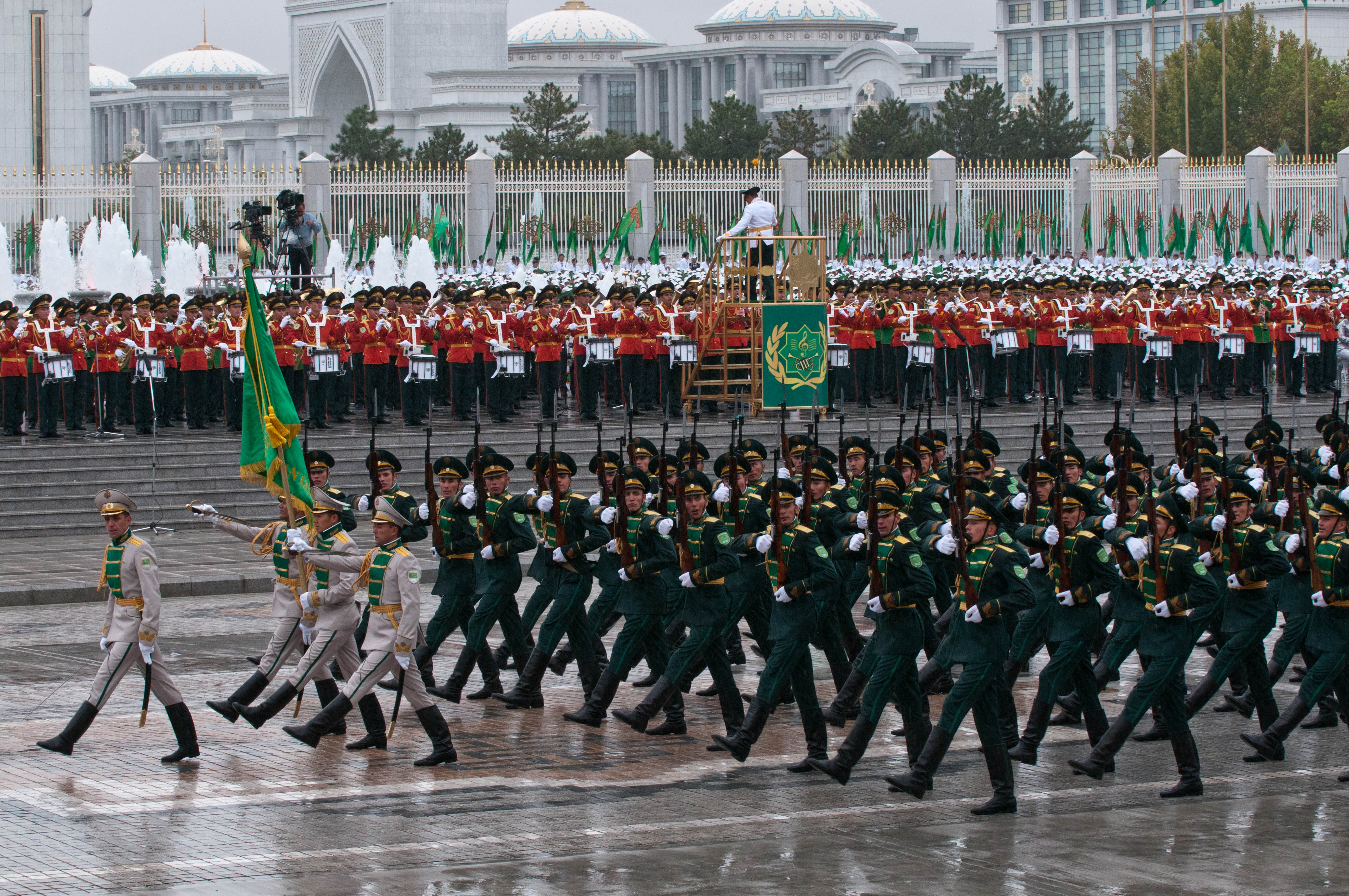
Парад в честь 20-летия независимости

На площади Независимости до 2021 года проходили ежегодный военный парад в честь Дня независимости Туркменистана, а также церемонии встречи лидеров иностранных государств, посещающих Ашхабад.
Также в разные годы празднование Нового года проводилось на площади.
В мае 2007 года на площади, посвящённой Дню деятелей культуры и искусства и поэзии Махтумкули Фраги, состоялось «Звёздное шоу», на центральной площади установили три мощных телескопа, чтобы люди могли смотреть в объектив.

## Объекты на площади
- Дворцовый комплекс «Огузхан»[16]
- Дворец Рухиет
- Министерство обороны Туркменистана
- Министерство юстиции Туркменистана и Верховный суд
- Государственная трибуна (до 2021 года)
- Монумент нейтралитета (с 1998 по 2010 год)
- Государственная библиотека Туркменистана

## Галерея

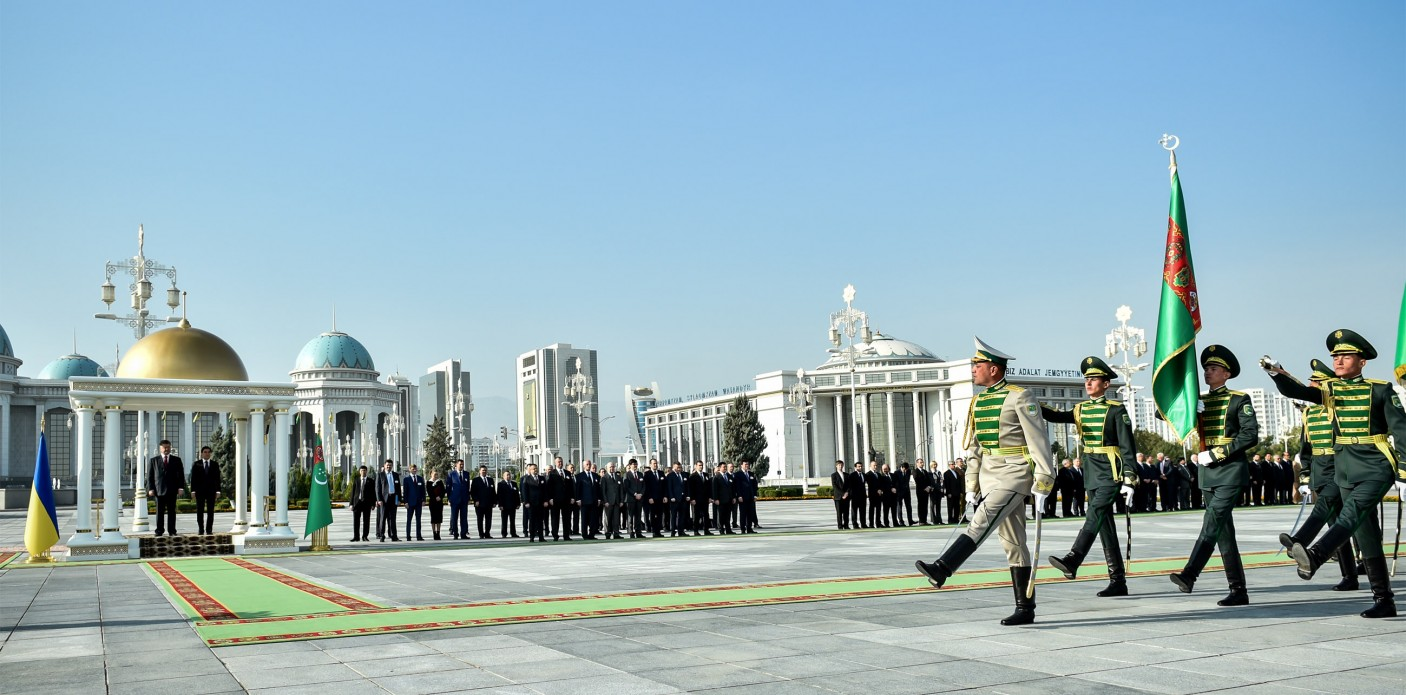
Церемония государственной встречи на площади
Дворец Рухыет
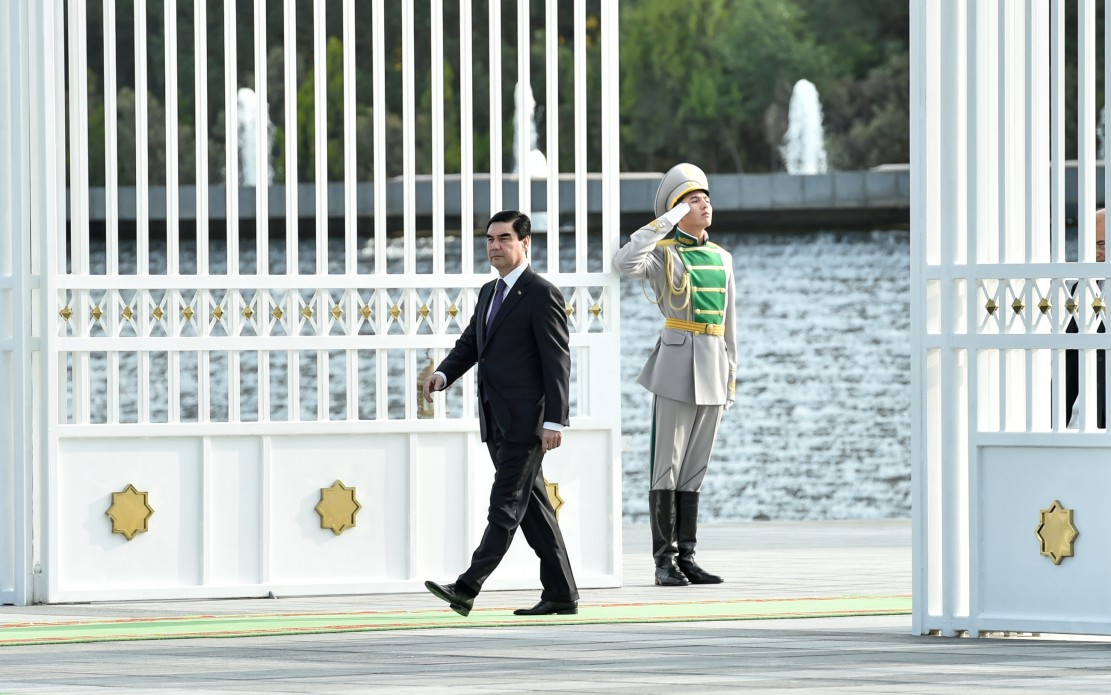
Президент Гурбангулы Бердымухамедов выходит из дворцового комплекса «Огузхан» на площадь.
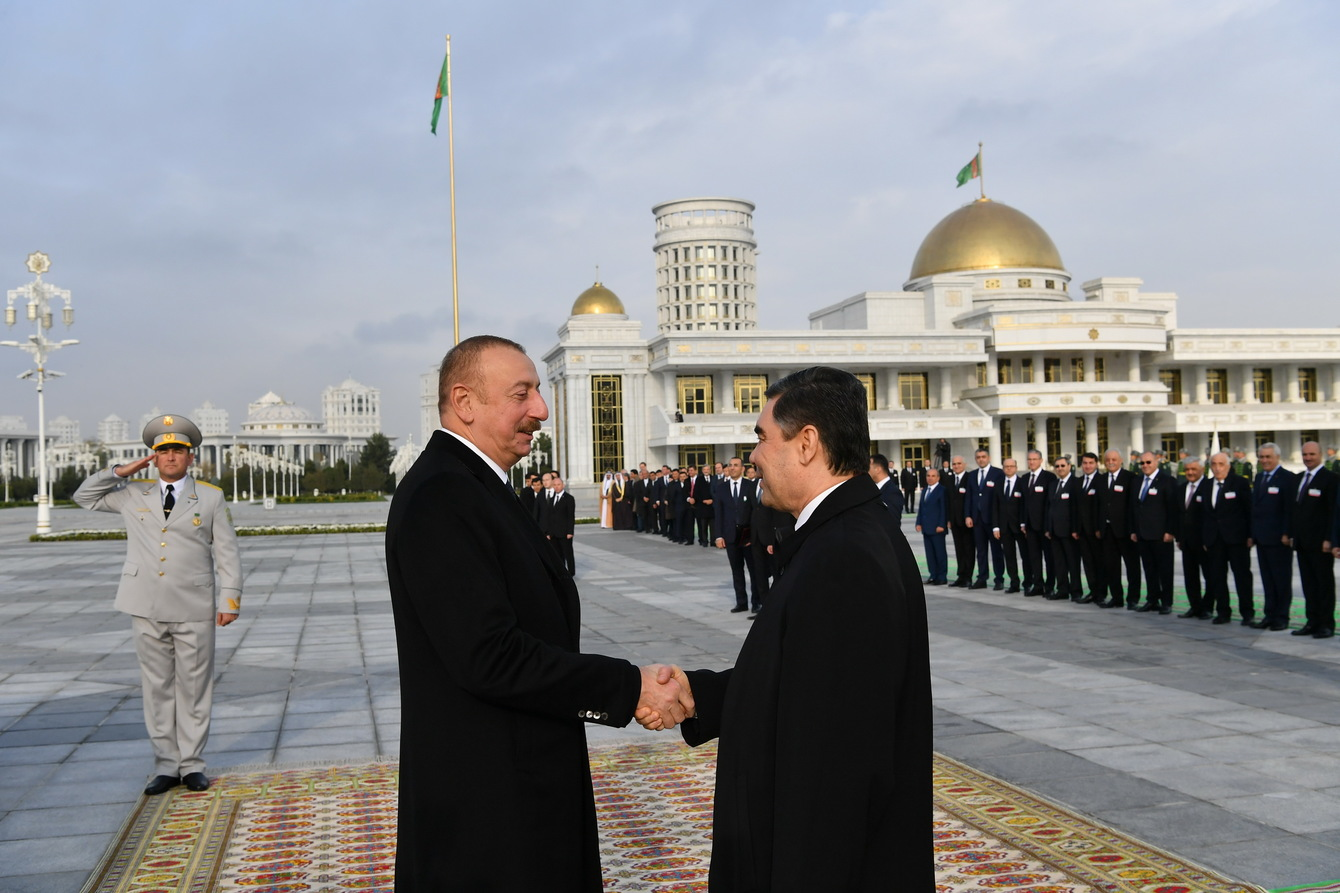
Президент Гурбангулы Бердымухамедов и Ильхам Алиев
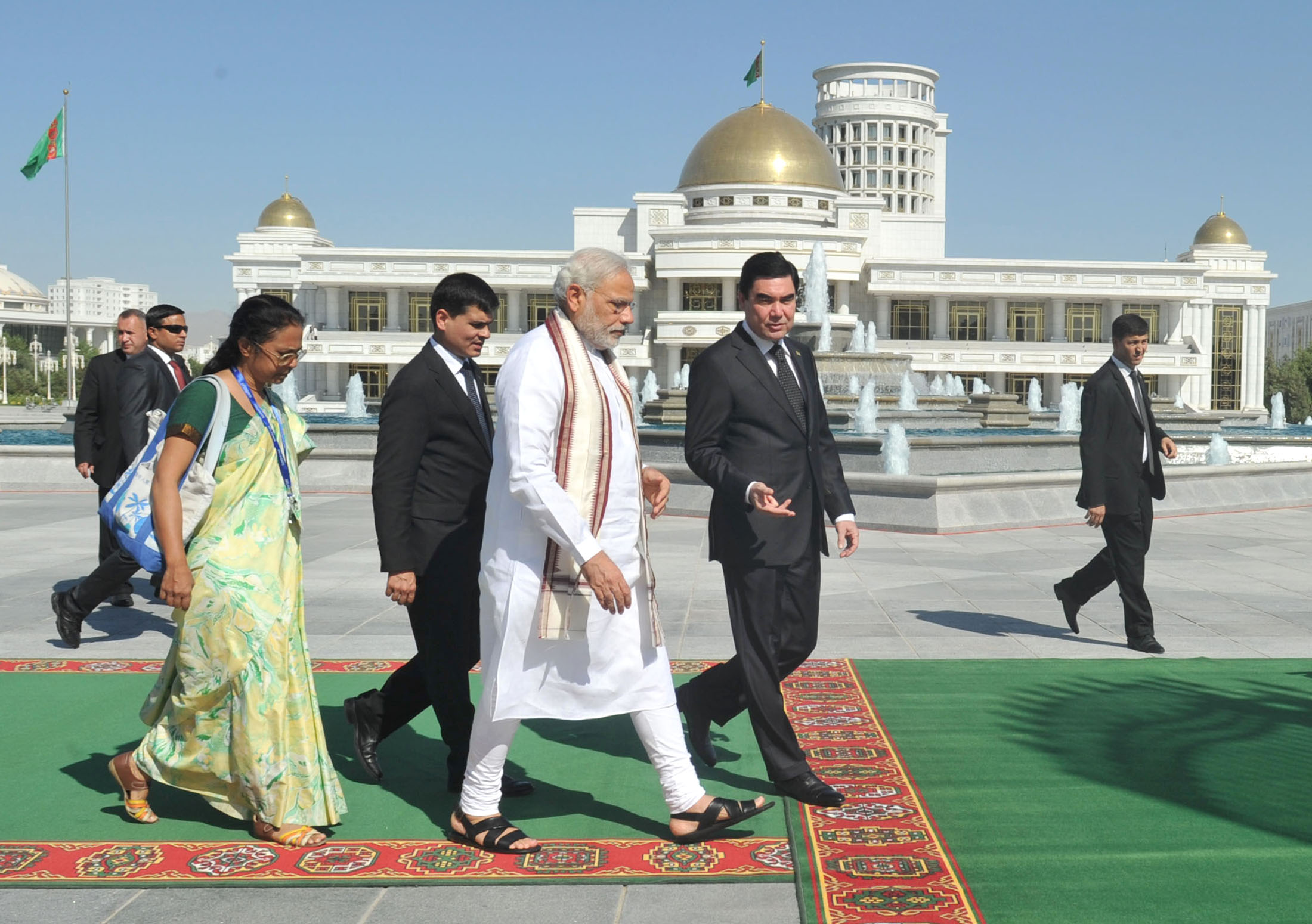